# Puntallana
Puntallana est une commune de la province de Santa Cruz de Tenerife dans la communauté autonome des Îles Canaries en Espagne. Elle est située sur la côte est de l'île de La Palma.

## Géographie

### Localisation

Localisation de l'île de La Palma dans les Îles Canaries.
Localisation de Puntallana dans l'île de La Palma.

|         | San Andrés y Sauces    |                  |
| El Paso | Puntallana             | Océan Atlantique |
|         | Santa Cruz de La Palma |                  |

### Villages de la commune
- Puntallana (377)
- Bajamar-El Pueblo (45)
- Bajamar-La Galga (6)
- Ciudad Vieja (26)
- Costa Santa Lucia (17)
- El Granel (628)
- La Galga (540)
- Llano Tenagua (1)
- Martin Luis (3)
- Tenagua (555)
- Santa Lucia (209)

Entre parenthèses figure le nombre d'habitants de chaque village en 2007.

## Démographie
| Année | Population | Densité   |
| ----- | ---------- | --------- |
| 1991  | 2.201      | 62,72/km² |
| 1996  | 2.249      | 64,09/km² |
| 2001  | 2.337      | 66,77/km² |
| 2002  | 2.364      | 67,37/km² |
| 2003  | 2.364      | 67,37/km² |
| 2004  | 2.380      | 68,69/km² |
| 2006  | 2.368      | 67,48/km² |
| 2009  | 2.460      | 70,11/km² |